# 1827 w muzyce
Wydarzenia muzyczne w 1827 roku.

## Wydarzenia
- 7 stycznia – w rzymskim Teatro Valle miała miejsce premiera opery Olivo e Pasquale Gaetana Donizettiego[1][2]
- 11 stycznia – w wiedeńskiej Musikvereinsaal miała miejsce premiera pieśni „An schwager Kronos” D 369 Franza Schuberta[1][2]
- 15 stycznia – w Teatrze Narodowym w Warszawie odbył się koncert Marii Szymanowskiej. Na widowni było 1200 osób[1][2]
- 17 stycznia – w gdańskim Danzigertheater miała miejsce premiera opery Lucretia, op.67 Heinricha Marschnera[1][2]
- 25 stycznia – w wiedeńskiej Musikvereinsaal miała miejsce premiera pieśni „Nachthelle” D 892 Franza Schuberta[1][2]
- 29 stycznia – w Operze paryskiej miała miejsce premiera baletu Astolphe et Joconde ou Les Coureurs d'aventures Ferdinanda Hérolda[1][2]
- 30 stycznia
  - w neapolitańskim Teatro San Carlo miała miejsce premiera „koncertu skrzypcowego No. 2” Niccola Paganininiego[1][2]
  - w Operze paryskiej miała miejsce premiera opery L'artisan Fromentala Halévy’ego[1][2]
- 8 lutego – w wiedeńskiej Musikvereinsaal miała miejsce premiera pieśni „Lied des gefangenen Jägers” D 843 Franza Schuberta[1][2]
- 8 marca – w wiedeńskiej Musikvereinsaal miała miejsce premiera „Gott in der Natur” D 757 oraz „Normans Gesang” D 846 Franza Schuberta[1][2]
- 9 marca – w paryskim Théâtre du Vaudeville miała miejsce premiera opery Le hussard de Felsheim Adolphe’a Adama[1][2]
- 16 kwietnia – w wiedeńskiej Musikvereinsaal miała miejsce publiczna premiera „Octet in F major” D 803 Franza Schuberta[1][2]
- 22 kwietnia
  - w Wiedniu miała miejsce premiera „Kwartetu skrzypcowego”, op.130 (z nowym zakończeniem) Ludwiga van Beethovena[1][2]
  - w wiedeńskiej Musikvereinsaal miała miejsce premiera „Nachtgesang im Walde” D 913 Franza Schuberta[1][2]
- 25 kwietnia – w Wiedniu odbyła się premiera „Piano Trio no.1”, op.105 Carla Czernego[1][2]
- 29 kwietnia – w berlińskim Royal Theatre miała miejsce premiera opery Die Hochzeit des Camacho Felixa Mendelssohna[1][2]
- 6 maja – w Festsaal of Vienna University miała miejsce premiera pieśni „Im Freien” D 880 Franza Schuberta[1][2]
- 12 maja – w paryskim Théâtre du Vaudeville miała miejsce premiera opery L'héritière et l'orpheline Adolphe’a Adama[1][2]
- 13 maja – w neapolitańskim Teatro Nuovo miała miejsce premiera opery Otto mesi in due ore, ossia Gli esiliati in Siberia Gaetana Donizettiego[1][2]
- 15 maja – w paryskim Théâtre Gymnase-Dramatiquemiała miejsce premiera opery Perkin Warbeck, ou Le commis marchand Adolphe’a Adama[1][2]
- 28 maja – w berlińskiej Königliches Opernhaus miała miejsce premiera pierwszego aktu opery Agnes von Hohenstaufen Gaspara Spontiniego[1][2]
- 16 lipca – w paryskim domu A.-M. Aguado miała miejsce premiera „Cantata per il battesimo del figlio del banchiere Aguado” Gioacchina Rossiniego[1][2]
- 11 sierpnia – w prywatnym domu Louise Gosmar w Döbling miała miejsce premiera „Ständchen” D 920 Franza Schuberta[1][2]
- 19 sierpnia – w neapolitańskim Teatro Nuovo miała miejsce premiera opery Il borgomastro di Saardam Gaetana Donizettiego[1][2]
- 8 września – w paryskim Théâtre des Nouveautés miała miejsce premiera opery Mon ami Pierre Adolphe’a Adama[1][2]
- 19 września – w Operze paryskiej miała miejsce premiera baletu La somnambule, ou L'arrivée d'un nouveau seigneur Ferdinanda Hérolda[1][2]
- 13 października – w Kassel w Hoftheater miała miejsce premiera opery Pietro von Abano WoO 56 Louisa Spohra[1][2]
- 27 października – w mediolańskiej La Scali miała miejsce premiera opery Pirat Vincenza Belliniego[1][2]
- 3 listopada – w paryskiej Théâtre national de l’Opéra-Comique miała miejsce premiera opery Le Roi et le batelier Fromentala Halévy’ego[1][2]
- 15 listopada – w paryskim Théâtre du Vaudeville miała miejsce premiera opery Monsieur Botte Adolphe’a Adama[1][2]
- 21 listopada – w neapolitańskim Teatro Nuovo miała miejsce premiera opery Le convenienze ed inconvenienze teatrali Gaetana Donizettiego[1][2]
- 6 grudnia – w wiedeńskiej Musikvereinsaal miała miejsce premiera pieśni „Der Kampf” D 594 Franza Schuberta[1][2]
- 12 grudnia – w paryskim Théâtre des Nouveautés miała miejsce premiera opery Le Caleb de Walter Scott Adolphe’a Adama[1][2]
- 24 grudnia – w ie odbyło się pierwsze wykonanie „Kindersymphonie” Felixa Mendelssohna dla jego siostry Rebeki[1][2]
- 28 grudnia – w paryskim Théâtre Gymnase-Dramatique miała miejsce premiera opery Le mal du pays ou La bâtelière de Brientz Adolphe’a Adama[1][2]

## Urodzili się
- 26 marca – Emanuel Kania, polski kompozytor, pianista, organista i krytyk muzyczny (zm. 1887)
- 2 kwietnia – Józef Nikorowicz, polski kompozytor muzyki poważnej (zm. 1890)
- 18 czerwca – Gustaw Bernadotte, książę Szwecji, Norwegii i Upplandu, kompozytor (zm. 1852)
- 20 sierpnia – Josef Strauss, austriacki kompozytor, syn Johanna Straussa (ojca) i brat Johanna Straussa (syna) (zm. 1870)
- 5 września – Goffredo Mameli, włoski patriota, poeta, pisarz i autor hymnu narodowego Włoch
- 9 października – Max Seifriz, niemiecki skrzypek, dyrygent, kapelmistrz i kompozytor (zm. 1885)
- 12 listopada – Gustav Merkel, niemiecki organista i kompozytor (zm. 1885)
- 26 listopada – Hugo Ulrich, niemiecki romantyczny kompozytor, pianista, pedagog muzyczny i aranżer (zm. 1872)
- 31 grudnia – Caroline Miolan-Carvalho, francuska śpiewaczka operowa (sopran) (zm. 1895)

Data dzienna nieznana
- Julia Niewiarowska-Brzozowska, polska kompozytorka (zm. 1891)

## Zmarli
- 9 marca – Franz Xaver Gerl, austriacki kompozytor i śpiewak (bas) (ur. 1764)
- 26 marca – Ludwig van Beethoven, niemiecki kompozytor i pianista uznawany za jednego z największych twórców muzycznych wszech czasów (ur. 1770)
- 26 kwietnia – János Bihari, wywodzący się z węgierskich Cyganów skrzypek i kompozytor (ur. 1764)
- 9 maja – Friedrich Wilhelm Berner, niemiecki kompozytor i organista (ur. 1780)
- 6 listopada – Bartolomeo Campagnoli, włoski skrzypek i kompozytor (ur. 1751)
- 26 grudnia – Jan Dawid Holland, niemiecki muzyk i kompozytor osiadły w Polsce (ur. 1746)

Data dzienna nieznana
- James Hook, angielski kompozytor i organista (ur. 1746)

## Muzyka poważna
- 5 stycznia – Diabelli w Wiedniu publikuje pieśń „An die untergehende Sonne”, op.44 Franza Schuberta[1][2]
- 2 marca – w Wiedniu wydawnictwo Cappi & Co. publikuje pieśń „Mignon” D 877 Franza Schuberta[1][2]
- 11 kwietnia – okładka „Berliner Allgemeine musikalische Zeitung” przedstawia czarną ramkę i proste zdanie "Beethoven jest martwy"[1][2]
- 23 kwietnia – w wiedeńskim „Wiener Zeitung” opublikowano „Quod quod in orbe”, op.88 oraz „Offertorium”, op.89a Johanna Nepomuka Hummla[1][2]
- 16 maja – Haslinger publikuje dwie pieśni Franza Schuberta op. 79: „Das Heimweh” oraz „Die Allmacht”[1][2]
- 25 maja – Haslinger publikuje trzy pieśni Franza Schuberta op. 80: „Der Wanderer an den Mond”, „Das Zügenglöcklein” i „Im Freien” oraz dwie pieśni op.81: „Alinde” i „An die Laute”[1][2]
- 23 czerwca – wiedeński „Zeitschrift für Kunst” publikuje dwie pieśni Franza Schuberta: „Trost im Liede” D 546 oraz „Wandrers Nachtlied” D 756[1][2]
- 6 sierpnia – Haslinger publikuje trzy pieśni Franza Schuberta op. 84 (potem skorygowane na op.87): „Der Unglückliche”, „Hoffnung” i „Der Jüngling am Bache”[1][2]
- 12 września – Haslinger publikuje trzy włoskie pieśni op.83 Franza Schuberta[1][2]
- 25 września – wiedeński „Zeitschrift für Kunst” publikuje pieśń „Der blinde Knabe” D 833 Franza Schuberta[1][2]
- 12 grudnia – Weigl publikuje cztery pieśni Franza Schuberta op.88: „Abendlied für die Entfernte”, „Thekla: eine Geisterstimme”, „An die Musik” i „Um Mitternacht”[1][2]
- 17 grudnia – w wiedeńskim „Wiener Zeitung” opublikowano „Fortsetzung des periodischen Werkes: Die Kunst des Fingrsatzes” cz. 21 i 22 Carla Czernego[1][2]